# نقشه‌ها (ترانه مارون فایو)
«نقشه‌ها» تک‌آهنگی از گروه موسیقی آلترنتیو راک مارون فایو است که در ۱۶ ژوئن ۲۰۱۴ منتشر شد. این تک‌آهنگ در آلبوم پنج (آلبوم مارون فایو) قرار داشت.
این تک‌آهنگ در چارت‌های کانادا، در رتبه اول و در چارت‌های اسکاتلند، آلمان، فنلاند، سوئد، بریتانیا، جزو ده ترانه اول قرار گرفت.